# Ошмянка
Ошмя́нка (бел. Ашмя́нка; лит. Ašmena) — река в Беларуси, на территории Ошмянского, Сморгонского и Островецкого районов Гродненской области, левый приток реки Вилии. Длина реки — 105 км, площадь водосборного бассейна — 1490 км². Начинается около деревни Мурованая Ошмянка Ошмянского района, в верховье течёт по Ошмянской возвышенности, через город Ошмяны, в среднем и нижнем течении по Нарочано-Вилейской низине, впадает в Вилию у деревни Видюны Островецкого района. Высота устья — 120,4 м над уровнем моря.
В 36 километрах от устья долина реки перегорожена плотиной Рачунского водохранилища, функционирует гидроэлектростанция.

## Происхождение названия
Согласно В. Н. Топорову и О. Н. Трубачеву — название балтского происхождения, с балтской гидронимической основой. Ссылаясь на мнения лингвистов И. Дуриданова, Я. Отрембского, Ч. Погирка, А. Ванагас указывает, что основа гидронима Ašmena (литовская форма названия реки Ошмянка) является дублетным вариантом основы akmen- «камень». В ряду вместе с гидронимом Ašmena В. Н. Топоров приводит соответствия — названия речек лит. Ašmenų upelis, Ašmonių upelis, лтш. Asmeņupīte.
Название также сопоставляют с иран. asman — «камень», с индоиран. aszma — «камень».
По мнению А. Ф. Рогалева, гидроним Ошмянка можно соотнести с гидронимами Асмонь (Асмонька), Османь, Осьма, которые объясняют от иран. asman – «камень», либо с гидронимами Сомина, Смонка, Сумка, Шума, Семьянка, Сейм, которые имеют также иранскую этимологию со значением «чёрная речка». Кроме того, с удм. s'um, манс. sojim – «ручей, болотистая речка», хант. sojim – «маленькая горная речка», мерян. šom – «ржавое болото», фин. суо – «болото» и ма – «земля», то есть «болотистая земля».
В летописи при описании событий 1431 года название реки приведено как Ошма.

## Строение долины
Долина выраженная, трапецеподобная, ширина 1—1,5 км. Склоны крутые и обрывистые, слабоизрезанные, высота 14—18 метров. Пойма ровная, пересечённая, ширина 200—300 метров, в среднем течении мелиорированная, здесь расположено несколько озёр — наибольшее из них озеро Рыжее. Русло извилистое, местами сильноизвилистое, на протяжении 6,3 км от истока канализировано, в межень до устья реки Горужанка имеет ширину 3—5 м, ниже 15—20 м, средний наклон водной поверхности 0,8 ‰. Берега крутые, обрывистые, в нижнем течении заросшие кустарником.

## Водный режим
Водный режим реки изучается с 1925 года на гидрологических постах Солы и Большие Яцуны. На весенний период приходится 37 %, летне-осенний — 41 %, зимний — 22 % годового стока. Наивысший уровень половодья в конце марта, наибольшая высота над меженью от 2,3 метров, до 3,1 метра в нижнем течении. Замерзает в середине декабря, ледоход в конце марта. Среднегодовой расход воды в устье 13,4 м³/с.
Сток реки регулируется плотинами Рачунского водохранилища и пруда у деревни Хоранжишки.

## Притоки
Правые:
- Голянка
- Горужанка
- Понарка
- Сикуня
- Сикунка

Левые:
- Кернава (Кернова)
- Нелюбка
- Лоша

## Использование

### Гидроэнергетика
Рачунская гидроэлектростанция введена в эксплуатацию в 1959 году, функционировала до 1977 года, после чего была заброшена. В 1999—2001 годах была произведена реконструкция ГЭС, после чего её мощность составила 300 кВт. Годовая выработка электроэнергии — 1,5 млн. кВт·часов.

### Рыболовство
В верховьях реки водятся форель и хариус, много налима, голавля, окуня и плотвы. Рачунское водохранилище популярное место подлёдной ловли окуня на блесну и мормышку, а также щук на зимние жерлицы.

### Туризм и отдых
На берегу реки центр медреабилитации «Ошмяны» (около деревни Зелёная Дуброва Ошмянского района), зона отдыха Ошмянка. Река пригодна для водных походов на байдарках.